# Agüis Rivas
Agüis Del Carmen Rivas Gonzáles (ur. 12 marca 1985) – wenezuelska zapaśniczka. Dwukrotna uczestniczka mistrzostw świata, dziewiąta w 2008. Trzykrotna medalistka mistrzostw panamerykańskich, złoto w 2003. Najlepsza na igrzyskach igrzyskach Am.Płd w 2006. Złota medalistka igrzysk Ameryki Środkowej i Karaibów w 2010 i igrzysk boliwaryjskich w 2013 roku.